# Foios (Valência)
Foios (em valenciano e oficialmente) ou Foyos (em castelhano) é um município da Espanha na província de Valência, Comunidade Valenciana. Tem 6,5 km² de área e em 2021 tinha 7 502 habitantes (densidade: 1 154,2 hab./km²).

## Demografia
| Variação demográfica do município entre 1991 e 2004 | Variação demográfica do município entre 1991 e 2004 | Variação demográfica do município entre 1991 e 2004 | Variação demográfica do município entre 1991 e 2004 |
| --------------------------------------------------- | --------------------------------------------------- | --------------------------------------------------- | --------------------------------------------------- |
| 1991                                                | 1996                                                | 2001                                                | 2004                                                |
| 5320                                                | 5235                                                | 5540                                                | 6035                                                |